# Cedi Osman
Cedi Osman (* 8. April 1995 in Ohrid, Nordmazedonien) ist ein türkischer Basketballspieler. Er steht seit 2024 bei Panathinaikos Athen unter Vertrag.

## Karriere
Osman begann seine Basketballlaufbahn 2001 bei KK Bosna. 2007 wechselte er zu Anadolu Efes SK. Nach einer Zeit als Leihspieler bei Pertevniyal SK kehrte er zu Anadolu Efes zurück und gewann mit der Mannschaft 2015 den türkischen Pokalwettbewerb.
Beim NBA-Draft 2015 wurde Osman an 31. Stelle von den Minnesota Timberwolves ausgewählt, die später seine Rechte an die Cleveland Cavaliers abgaben. Im Juli 2023 gelangte der Türke im Rahmen eines Spielertauschs zu den San Antonio Spurs. Insgesamt bestritt er 495 Spiele in der NBA.
Im September 2024 nahm ihn Panathinaikos Athen unter Vertrag.

### Nationalmannschaft
Mit den türkischen Jugendauswahlmannschaften wurde er 2013 U18- und 2014 U20-Europameister. Bei der U20-EM wurde er als bester Spieler des Turniers ausgezeichnet. Beim Albert-Schweitzer-Turnier in Deutschland erhielt er 2012 den nach Burkhard Wildermuth benannten Preis als talentiertester Spieler der Veranstaltung.
Osman nahm im Herrenbereich an den Weltmeisterschaften 2014 und 2019 sowie an den Europameisterschaften 2015, 2017 und 2022 teil.
Bei der WM 2019 war er mit 20,4 Punkten je Begegnung Sechster der Korbjägerliste und bester Türke in dieser Wertung. Bei der Europameisterschaft 2022 verwarf er im Achtelfinale die entscheidenden Freiwürfe, wodurch die Türkei ausschied.

## Karriere-Statistiken

### NBA

#### Hauptrunde
| Saison  | Team        | GP  | GS  | MPG  | FG % | 3P % | FT % | RPG | APG | SPG | BPG | PPG  |
| ------- | ----------- | --- | --- | ---- | ---- | ---- | ---- | --- | --- | --- | --- | ---- |
| 2017–18 | Cleveland   | 61  | 12  | 11.0 | .484 | .368 | .565 | 2.0 | 0.7 | 0.4 | 0.0 | 3.9  |
| 2018–19 | Cleveland   | 76  | 75  | 32.2 | .427 | .348 | .779 | 4.7 | 2.6 | 0.8 | 0.1 | 13.0 |
| 2019–20 | Cleveland   | 65  | 65  | 29.4 | .437 | .383 | .670 | 3.6 | 2.4 | 0.8 | 0.2 | 11.0 |
| 2020–21 | Cleveland   | 59  | 26  | 25.6 | .374 | .306 | .800 | 3.4 | 2.9 | 0.9 | 0.2 | 10.4 |
| 2021–22 | Cleveland   | 66  | 3   | 22.2 | .432 | .357 | .664 | 2.2 | 2.0 | 0.8 | 0.2 | 10.7 |
| 2022–23 | Cleveland   | 77  | 2   | 20.1 | .451 | .372 | .694 | 2.3 | 1.5 | 0.5 | 0.1 | 8.7  |
| 2023–24 | San Antonio | 72  | 3   | 17.6 | .479 | .389 | .673 | 2.5 | 1.7 | 0.5 | 0.2 | 6.8  |
| Gesamt  | Gesamt      | 476 | 186 | 22.7 | .432 | .357 | .711 | 3.0 | 2.0 | 0.7 | 0.1 | 9.3  |

#### Play-offs
| Saison  | Team      | GP | GS | MPG  | FG % | 3P % | FT % | RPG | APG | SPG | BPG | PPG |
| ------- | --------- | -- | -- | ---- | ---- | ---- | ---- | --- | --- | --- | --- | --- |
| 2017–18 | Cleveland | 14 | 0  | 4.4  | .333 | .143 | .250 | 0.5 | 0.2 | 0.2 | 0.0 | 1.0 |
| 2022–23 | Cleveland | 5  | 0  | 18.6 | .360 | .300 | .667 | 3.0 | 1.0 | 0.4 | 0.2 | 6.0 |
| Gesamt  | Gesamt    | 18 | 0  | 4.4  | .349 | .259 | .538 | 1.2 | 0.4 | 0.3 | 0.1 | 2.3 |

Statistikquelle: